# Nowa Olszówka
Nowa Olszówka – wieś sołecka w Polsce, położona w województwie świętokrzyskim, w powiecie jędrzejowskim, w gminie Wodzisław.
| SIMC    | Nazwa          | Rodzaj    |
| ------- | -------------- | --------- |
| 0279321 | Emilianów Duży | część wsi |
| 0279338 | Emilianów Mały | kolonia   |
| 0279344 | Karczówka      | kolonia   |

W latach 1975–1998 miejscowość administracyjnie należała do województwa kieleckiego.